# Lista de prefeitos de Mafra (Santa Catarina)
Esta é a lista de prefeitos e vice-prefeitos de Mafra, município brasileiro do estado de Santa Catarina:
| N° | Prefeito                                      | Partido | Vice-prefeito                         | Início do Mandato       | Final do Mandato       | Observações                                                              |
| -- | --------------------------------------------- | ------- | ------------------------------------- | ----------------------- | ---------------------- | ------------------------------------------------------------------------ |
| 1  | Victorino de Souza Bacellar                   | PRC     | —                                     | 8 de setembro de 1917   | 7 de janeiro de 1919   | Prefeito nomeado pelo Governo Estadual                                   |
| 1  | Victorino de Souza Bacellar                   | PRC     |                                       | 7 de janeiro de 1919    | 7 de janeiro de 1923   | Prefeito eleito em sufrágio universal                                    |
| 2  | Jaime Urbano da Silva                         | PRC     |                                       | 7 de janeiro de 1923    | 8 de janeiro de 1924   | Prefeito eleito em sufrágio universal                                    |
| 3  | Jorge Sabatke                                 | PRC     | —                                     | 8 de janeiro de 1924    | 8 de julho de 1924     | Prefeito provisório                                                      |
| 4  | Pedro Adélio Mendes de Almeida                | PRC     | —                                     | 8 de julho de 1924      | 3 de novembro de 1924  | Prefeito provisório                                                      |
| 5  | Prudente Sotter Correa                        | PRC     | —                                     | 3 de novembro de 1924   | 8 de outubro de 1925   | Prefeito provisório                                                      |
| 6  | Pedro Adélio Mendes de Almeida                | PRC     | —                                     | 8 de outubro de 1925    | 1° de janeiro de 1927  | Prefeito nomeado pelo Governo Estadual                                   |
| 7  | Manoel Xavier                                 | PRC     |                                       | 1° de janeiro de 1927   | 20 de outubro de 1930  | Prefeito eleito em sufrágio universal                                    |
| 8  | José Severiano Maia                           | PRC     | —                                     | 20 de outubro de 1930   | 30 de setembro de 1932 | Prefeito nomeado pelo Governo Estadual                                   |
| 9  | Evaldo Sabatcke                               | PRC     | —                                     | 30 de setembro de 1932  | 30 de outubro de 1932  | Prefeito nomeado pelo Governo Estadual                                   |
| 10 | José Severiano Maia                           | PRC     | —                                     | 30 de outubro de 1932   | 2 de maio de 1933      | Prefeito eleito em sufrágio universal                                    |
| 11 | Ayres de Oliveira Rauen                       | PP      | —                                     | 2 de maio de 1933       | 20 de maio de 1935     | Prefeito nomeado pelo Governo Estadual                                   |
| 12 | Pedro Kuss                                    | PLC     | —                                     | 20 de maio de 1935      | 16 de novembro de 1945 | Prefeito nomeado pelo Governo Estadual                                   |
| 12 | Pedro Kuss                                    | PSD     | —                                     | 16 de novembro de 1945  | 26 de maio de 1947     | Prefeito nomeado pelo Governo Estadual                                   |
| 13 | Ary Honorato de Farias                        | PSD     | —                                     | 26 de maio de 1947      | 9 de dezembro de 1947  | Prefeito nomeado pelo Governo Estadual                                   |
| 14 | Pedro Kuss                                    | PSD     |                                       | 9 de dezembro de 1947   | 31 de janeiro de 1951  | Prefeito eleito em sufrágio universal                                    |
| 15 | Frederico Heyse                               |         |                                       | 31 de janeiro de 1951   | 31 de janeiro de 1956  | Prefeito eleito em sufrágio universal                                    |
| 16 | José Schultz Filho                            |         |                                       | 31 de janeiro de 1956   | 31 de janeiro de 1961  | Prefeito eleito em sufrágio universal                                    |
| 17 | Fúlvio Vieira Borges                          |         |                                       | 31 de janeiro de 1961   | 31 de janeiro de 1966  | Prefeito eleito em sufrágio universal                                    |
| 18 | Raul Leão Niebisch                            | PSD     |                                       | 31 de janeiro de 1966   | 31 de janeiro de 1970  | Prefeito eleito em sufrágio universal                                    |
| 19 | Edemar Renê Evers                             | ARENA   |                                       | 31 de janeiro de 1970   | 31 de janeiro de 1973  | Prefeito eleito em sufrágio universal                                    |
| 20 | José Schultz Filho                            | ARENA   |                                       | 31 de janeiro de 1973   | 31 de janeiro de 1977  | Prefeito eleito em sufrágio universal                                    |
| 21 | Plácido Gaissler                              | ARENA   |                                       | 31 de janeiro de 1977   | 31 de janeiro de 1983  | Prefeito eleito em sufrágio universal                                    |
| 22 | João Romário Carvalho                         | PDS     | Nery Antônio Nader                    | 1º de fevereiro de 1983 | 15 de maio de 1986     | Prefeito eleito, renunciou para concorrer a cargo eletivo                |
| 23 | Nery Antônio Nader                            | PDS     |                                       | 15 de maio de 1986      | 31 de dezembro de 1988 | Vice-prefeito eleito em sufrágio universal                               |
| 24 | Sebastião Bazílio de Cassias                  | PL      |                                       | 1º de janeiro de 1989   | 31 de dezembro de 1992 | Prefeito eleito em sufrágio universal                                    |
| 25 | Nery Antônio Nader                            | PFL     |                                       | 1º de janeiro de 1993   | 31 de dezembro de 1996 | Prefeito eleito em sufrágio universal                                    |
| 26 | Carlos Eduardo Bezerra Saliba                 | PPB     | Clesiomar Witt (PPB)                  | 1º de janeiro de 1997   | 31 de dezembro de 2000 | Prefeito eleito em sufrágio universal                                    |
| 27 | Carlos Roberto Scholze, Carlinhos da Farmácia | PSDB    | João Osni Sabatke (PMDB)              | 1º de janeiro de 2001   | 31 de dezembro de 2004 | Prefeito e vice eleitos em sufrágio universal                            |
| 27 | Carlos Roberto Scholze, Carlinhos da Farmácia | PSDB    | Wellington Roberto Bielecki (PTB)     | 1° de janeiro de 2005   | 31 de dezembro de 2008 | Prefeito reeleito e vice eleito em sufrágio universal                    |
| 28 | João Alfredo Herbst, Jango                    | PMDB    | Carlos César Pigatto (PSDB)           | 1º de janeiro de 2009   | 6 de maio de 2012      | Prefeito reeleito e cassado pela Câmara Municipal                        |
| 29 | Paulo Sérgio Dutra                            | PR      |                                       | 7 de maio de 2012       | 31 de dezembro de 2012 | Prefeito eleito indiretamente pela Câmara de Vereadores                  |
| 30 | Roberto Agenor Scholze, Eto Scholze           | PT      | Milton Pereira, Miltinho (PMDB)       | 1º de janeiro de 2013   | 4 de junho de 2015     | Prefeito eleito e cassado pela Câmara Municipal                          |
| 31 | Abel Bicheski                                 | PR      | —                                     | 4 de junho de 2015      | 30 de junho de 2015    | Presidente da Câmara no cargo pela cassação do titular e a morte do vice |
| 32 | Wellington Roberto Bielecke                   | PSD     | Vicente de Paulo Bezerra Saliba (PDT) | 1º de julho de 2015     | 31 de dezembro de 2016 | Prefeito e vice eleitos indiretamente pela Câmara de Vereadores          |
| 32 | Wellington Roberto Bielecke                   | PSD     | Vicente de Paulo Bezerra Saliba (PDT) | 1º de janeiro de 2017   | 31 de dezembro de 2020 | Prefeito e vice reeleitos em sufrágio universal                          |
| 33 | Emerson Maas                                  | PODE    | Celina Dittrich (PODE)                | 1º de janeiro de 2021   | 31 de dezembro de 2024 | Prefeito e vice eleitos em sufrágio universal                            |
| 33 | Emerson Maas                                  | MDB     | Carlos Nitz (REP)                     | 1º de janeiro de 2025   | 31 de dezembro de 2028 | Prefeito reeleito e vice eleito em sufrágio universal                    |